# Gynandromyia basilewskyi
Gynandromyia basilewskyi är en tvåvingeart som först beskrevs av Verbeke 1960.  Gynandromyia basilewskyi ingår i släktet Gynandromyia och familjen parasitflugor.
Artens utbredningsområde är Tanzania. Inga underarter finns listade i Catalogue of Life.